# Anoulak Vilaphonh
Anoulak Vilaphonh (laotisch ອານຸລັກ ວິໄລພອນ, * 15. Februar 2001) ist ein laotischer Fußballspieler.

## Karriere
Anoulak Vilaphonh stand die Saison 2021 beim Erstligisten Viengchanh FC in der Hauptstadt Vientiane unter Vertrag. Anfang 2022 wechselte er zum Ligakonkurrenten Master 7 FC. 2022 und 2023 wurde er mit dem Hauptstadtverein Vizemeister.

## Erfolge
Master 7 FC
- Laotischer Vizemeister: 2022, 2023